# Брентуксимаб ведотин
Брентуксимаб ведотин — конъюгат антитело-препарат для лечения лимфом. Одобрен для применения: США (2011)

## Механизм действия
Конъюгат анти-CD30 моноклонального антитела и препарата (монометилауристатин Е).

## Показания
- классическая лимфома Ходжкина
- системная анапластическая крупноклеточная лимфома[англ.][2].

## Беременность
- Женщины детородного возраста во время лечения и 6 мес. после него должны использовать методы контрацепции.[2]
- Мужчины во время лечения и 6 мес. после него должны использовать методы контрацепции.[2]

## Способ применения
внутривенная инфузия.